# Valencia CF (női csapat)
A Valencia Club de Fútbol Femenino egy spanyol női labdarúgócsapat, amelyet 2009-ben alapították Valenciában. Jelenleg a spanyol női Primera División-ban szerepel.

## Klubtörténet
2009-ben az AD DSV Colegio Alemán csapatának a női szakosztályát megvásárolta a Valencia CF sportklub. Május 26-án bejelentették hivatalosan az üzletet, majd július 1-jén a Valencia CF Femenino-t is bemutatták. Szeptember 6-án a Levante ellen debütált hivatalos tétmérkőzésen a klub. 2016–17-es és 2018–2019-es szezonban bronzérmesek lettek mindkét alkalommal a bajnok Atlético de Madrid és az ezüstérmes Barcelona mögött.

## Keret
2019. július 9-i állapotnak megfelelően.

| #  |     | Poszt | Név                  |
| -- | --- | ----- | -------------------- |
| 1  | ESP | K     | María Pi             |
| 2  | NED | V     | Mandy van den Berg   |
| 3  | ESP | V     | Paula Nicart         |
| 4  | MEX | V     | Mónica Flores        |
| 5  | ESP | V     | Marta Carro          |
| 7  | NAM | KP    | Zenatha Coleman      |
| 8  | ESP | KP    | Sandra               |
| 10 | ESP | CS    | Mari Paz             |
| 13 | NED | K     | Jennifer Vreugdenhil |
| 14 | ESP | KP    | Carol                |
| 18 | COL | KP    | Natalia Gaitán       |
| 20 | ESP | KP    | Gio Carreras         |
| 21 | ESP | KP    | Naiara Beristain     |

| #  |     | Poszt | Név              |
| -- | --- | ----- | ---------------- |
| 24 | ESP | KP    | Alejandra        |
| 25 | ESP | K     | Enith Salón      |
| 26 | ESP | KP    | Laura Pascual    |
| 27 | ESP | KP    | Claudia Jiménez  |
| 29 | ESP | V     | María Ortiz      |
| 30 | ESP | V     | Cristina Cubedo  |
|    | ESP | V     | Bea Beltrán      |
|    | ESP | V     | María Jiménez    |
|    | ESP | V     | Berta Pujadas    |
|    | ARG | KP    | Flor Bonsegundo  |
|    | SUI | KP    | Viola Calligaris |
|    | ESP | CS    | Asun Martínez    |
|    | USA | CS    | Cara Curtin      |